# Kenichi Uemura
Kenichi Uemura (Yatsushiro, 22 de abril de 1974) é um ex-futebolista profissional japonês, defensor retirado.

## Carreira
Kenichi Uemura representou a Seleção Japonesa de Futebol nas Olimpíadas de 1996, ele marcou um gol no evento.